# شهرستان بیوکانان (آیووا)
شهرستان بیوکنن، آیووا (به انگلیسی: Buchanan County, Iowa) شهرستانی در ایالات متحده آمریکا است که در آیووا واقع شده‌است.

## خصوصیات
شهرستان بیوکنن ۱٬۴۸۴٫۰۷ کیلومترمربع مساحت دارد.